# Port lotniczy Pierrefonds
Port lotniczy Pierrefonds (fr. Aéroport de Saint-Pierre - Pierrefonds) (IATA: ZSE, ICAO: FMEP) – port lotniczy położony w Saint-Pierre, na Reunion.

## Linie lotnicze i połączenia
| Linia Lotnicza | Kierunek     |
| -------------- | ------------ |
| Air Austral    | 1. Mauritius |